# Campeonato Amapaense de Futebol - Série B de 1987
O Campeonato Amapaense de Futebol - Série B de 1987 foi a 18ª edição da Segundona Amapaense, realizada de forma amadora, tendo o Ypiranga como campeão pela 2ª vez na história.

## Equipes Participantes
| Equipe   | Cidade | Títulos  |
| -------- | ------ | -------- |
| Cristal  | Macapá | —        |
| Londrina | Macapá | 1 (1980) |
| MV-13    | Macapá | —        |
| Ypiranga | Macapá | 1 (1964) |

## O Torneio
O torneio teve a participação de 4 equipes, sendo as equipes que já estavam na Segunda Divisão, sendo elas: Cristal, Londrina e MV-13, e também o rebaixado do Campeonato Amapaense de 1986, o Ypiranga. No final do campeonato, o Ypiranga terminou sendo o campeão, com o vice sendo desconhecido.

## Premiação
| Campeonato Amapaense de Futebol de 1987 Segunda Divisão |
| ------------------------------------------------------- |
| Ypiranga Campeão (2.º título)                           |